# Geoff Kresge
Geoff Kresge är en amerikansk musiker som spelade bas i punkrockbandet AFI (A Fire Inside) mellan 1992 och 1997. Han slutade för att bli medlem i Tiger Army och ersattes av Hunter Burgan.